# ألبوراتشي
البُرَيجة أو (نقحرة: ألبوراتشي) (بالإسبانية: Alborache) هي municipality of Spain تقع في إسبانيا في Hoya de Buñol. يقدر عدد سكانها بـ 1,107 نسمة ومساحتها 27.3 كم2 وترتفع عن سطح البحر 320 متر.